# حظر تويتر في نيجيريا
حظر تويتر في نيجيريا في 5 يونيو 2021 فرضت الحكومة النيجيرية رسميًا حظراً لأجل غير مسمى على تويتر، وقيدته من العمل في نيجيريا بعد أن حذفت منصة التواصل الاجتماعي التغريدات التي أدلى بها الرئيس النيجيري محمد بخاري، محذرةً سكان جنوب شرق نيجيريا الغالبية العظمى من الإيغبو من احتمال تكرار حرب عام 1967 في بيافران الأهلية بسبب التمرد المستمر في جنوب شرق نيجيريا. زعمت الحكومة النيجيرية أن حذف تغريدات الرئيس كان عاملاً في قرارهم لكنه استند في النهاية إلى «سلسلة من المشاكل مع منصة التواصل الاجتماعي في نيجيريا، حيث انتشرت المعلومات المضللة والأخبار الوهمية من خلالها كان لها عواقب عنيفة في العالم الحقيقي»، مشيرة إلى الاستخدام المستمر للمنصة للأنشطة القادرة على تقويض وجود الشركات في نيجيريا.
وقد أدانت منظمة العفو الدولية الحظر وكذلك البعثات البريطانية والكندية والسفارة السويدية في نيجيريا. أشارت منظمتان محليتان مشروع الحقوق الاجتماعية الاقتصادية والمساءلة ونقابة المحامين النيجيريين إلى عزمهما الطعن في الحظر أمام المحكمة. ووصف موقع تويتر نفسه الحظر بأنه «مقلق للغاية».
أشاد الرئيس الأمريكي السابق دونالد ترامب بالحظر. قال ترامب: «مبروك لدولة نيجيريا، التي حظرت تويتر للتو لأنها حظرت رئيسها».
صرح وزير الثقافة النيجيري لاي محمد أنه سيتم رفع الحظر بمجرد أن يخضع تويتر للترخيص المحلي والتسجيل والشروط. «سيتم ترخيصها من قبل لجنة البث، ويجب أن توافق على عدم السماح باستخدام منصتها من قبل أولئك الذين يروجون لأنشطة معادية لوجود الشركة في نيجيريا».

## خلفية
لطالما أبدت الحكومة النيجيرية الحالية مخاوفها بشأن استخدام تويتر في البلاد. بدأت الاحتجاجات المحلية المستمرة احتجاجات نيجيريا 2020 على تويتر وتضخمت في عام 2020 عندما وصلت إلى 48 مليون تغريدة في غضون عشرة أيام. طرحت الحكومة الحالية فكرة تنظيم وسائل التواصل الاجتماعي في مناسبات مختلفة قبل حظر تويتر. فشلت محاولات تمرير مشروع قانون مناهض لوسائل الإعلام الاجتماعية في الماضي إلى حد كبير بسبب الاحتجاجات العارمة على موقع تويتر. قبل أيام من الحظر وصف وزير الإعلام في البلاد أنشطة تويتر في نيجيريا بأنها مشبوهة، مشيرًا إلى تأثيرها على احتجاجات 2020.

## ما بعد الحظر
بعد ثلاثة أيام من الحظر ورد أن الحظر كلف البلاد أكثر من 6 مليارات نايرا وسيساهم أيضًا في تفاقم البطالة في البلاد. أبلغ إكسبريس في بي إن عن زيادة تجاوزت 200 بالمائة في حركة مرور الويب وارتفعت عمليات البحث عن في بي إن في جميع أنحاء البلاد.
وفي بيان مشترك أدانت الولايات المتحدة والاتحاد الأوروبي الحظر. هدد المدعي العام للبلاد علنًا في البداية بمحاكمة المواطنين الذين تجاوزوا الحظر لكنه نفى قول ذلك بعد أن أظهرت لقطة شاشة لإشعار بإلغاء تنشيط تويتر.
في أواخر يونيو 2021 أعلن تويتر أنه سيدخل في محادثات مع الحكومة النيجيرية بشأن تعليق المنصة. بدأت المحادثات في يوليو 2021.
في 15 سبتمبر 2021 قال وزير الإعلام والثقافة لاي محمد إن الحكومة النيجيرية سترفع الحظر على تويتر في «أيام قليلة». وقال الوزير إن تويتر قدم تقريرًا مرحليًا عن محادثاتهم معهم، مضيفًا أنه تم منتج ومحترم للغاية.
في 1 أكتوبر 2021 قال الرئيس محمد بخاري في بثه بمناسبة عيد الاستقلال إن تويتر يجب أن يفي بشروط الحكومة النيجيرية الخمسة قبل رفع تعليق منصة التواصل الاجتماعي. تشمل الشروط: يجب على تويتر الانتباه إلى الأمن القومي والتماسك والتسجيل والحضور المادي والتمثيل في نيجيريا وفرض ضرائب عادلة وحل النزاعات والمحتوى المحلي.

## رفع الحظر
في 12 يناير 2022 رفعت الحكومة النيجيرية الحظر بعد أن وافق تويتر على إنشاء «كيان قانوني في نيجيريا خلال الربع الأول من عام 2022».